# Elisabeth Neurdenburg
Elisabeth Neurdenburg (Breda, 6 augustus 1882 – Bilthoven, 30 april 1957) was een Nederlands kunsthistoricus en buitengewoon hoogleraar kunstgeschiedenis.

## Leven en werk
Elisabeth (Betsy) Neurdenburg was een dochter van Johannes Jacobus Neurdenburg, directeur van een gasfabriek in Breda, en van Johanna Maria van den Thoorn. Ze bezocht de hbs voor meisjes en studeerde vervolgens Nederlandse Letteren aan de Rijksuniversiteit Utrecht. Ze kreeg er onder meer kunstgeschiedenis van Willem Vogelsang en Johanna Goekoop-de Jongh. Neurdenburg promoveerde in 1910 bij prof. dr. J.W. Muller op haar proefschrift over het vroeg-16e-eeuws incunabel Van Nyeuvont, Loosheit ende Practike; hoe sy vrou Lortse verheffen. Ze bracht een tijd door in Duitsland en Frankrijk, tot ze in 1912 werd aangenomen als assistent van Cornelis Hofstede de Groot, ze deed voor hem bronnenonderzoek naar de schilders Frans en Willem van Mieris. Van 1912 tot 1918 was ze ook wetenschappelijk medewerker bij het Nederlandsch Museum voor Geschiedenis en Kunst en assisteerde ze directeur Adriaan Pit. Ze beschreef de collecties van het museum en bracht haar kennis over op leerlingen van de Volksuniversiteit en een middelbare meisjesschool. Begin 1917 gaf ze haar eerste les als privaatdocent aan de Universiteit van Amsterdam. In 1918 werd ze lector moderne kunstgeschiedenis aan de Rijksuniversiteit Groningen. Van 1948 tot 1952 was ze buitengewoon hoogleraar in Groningen. F.H. Bach schilderde haar portret voor de Senaatskamer.
Neurdenburg sloot zich aan bij diverse verenigingen, waaronder de Vereniging tot bevordering der kennis van de antieke beschaving en de Maatschappij der Nederlandse Letterkunde, ze was in 1925 een van de oprichters van de Vereniging voor Penningkunst en werd na de Tweede Wereldoorlog bestuurslid van de Vereniging van Nederlandse Kunsthistorici. Ook was ze vanaf 1921 redactielid van het Oudheidkundig Jaarboek (de voorloper van het Nederlands Kunsthistorisch Jaarboek).
Publicaties
Neurdenburg gaf lezingen op kunsthistorische congressen en publiceerde meerdere artikelen en boeken. In haar tijd bij het Nederlandsch Museum schreef ze vooral over (Delfts) aardewerk. Vanaf de jaren 20 deed ze onderzoek naar het werk van beeldhouwer Hendrick de Keyser. Ze publiceerde in 1930 het boek Hendrick de Keyser : beeldhouwer en bouwmeester van Amsterdam. Tijdens de oorlog schreef ze twee boekjes voor de Heemschutserie. Ze breidde haar onderzoek over beeldhouwkunst uit naar de tijdgenoten van De Keyser en kwam in 1948 met het standaardwerk De zeventiende eeuwsche beeldhouwkunst in de noordelijke Nederlanden. Hendrik de Keyser, Artus Quellinus, Rombout Verhulst en tijdgenooten.
Dr. Elisabeth Neurdenburg overleed op 75-jarige leeftijd. Ze werd begraven in Den Haag.

## Enkele publicaties
- 1910: Van Nyeuvont, Loosheit ende Practike: hoe sij vrou Lortse verheffen. Proefschrift.
- 1913: Catalogus van de meubelen in het Nederlandsch Museum voor Geschiedenis en Kunst te Amsterdam, 2e uitgave.
- 1913: "Oude Noord-Nederlandsche majolika", Bulletin van den Nederlandschen Oudheidkundigen Bond, p. 228-232.
- 1916: "Catalogus van de verzameling Haagsch porcelein in het Gemeente museum te 's-Gravenhage, door dr. H.E. van Gelder", Bulletin van den Nederlandschen Oudheidkundigen Bond 9 (1916), p. 106-109.
- 1917: Oud aardewerk, toegelicht aan de verzamelingen in het Nederlandsch Museum voor Geschiedenis en Kunst te Amsterdam.
- 1920: "Hendrick de Keyser en het oxaal van Coenraet van Noremberg", Bulletin van den Nederlandschen Oudheidkundigen Bond 4 (1920), p. 159-165.
- 1930: Hendrick de Keyser : beeldhouwer en bouwmeester van Amsterdam. Amsterdam : Scheltema & Holkema.
- 1932 "De gevelsteen De Fortuin in het Rijksmuseum te Amsterdam", Oudheidkundig Jaarboek, 1 (1932) nr. 3/4, p. 85-91.
- 1940: "Gregorius Cool, de beeldhouwer van het Lazaruspoortje te Gouda", Oudheidkundig Jaarboek, 9 (1940), nr. 1, p. 4-9.
- 1942: De historische schoonheid van Groningen. Amsterdam: De Lange. Heemschutserie.
- 1943 Oude Nederlandsche majolica en tegels : Delftsch aardewerk. Amsterdam: De Lange. Heemschutserie.
- 1942: "Johannes Vermeer. Eenige opmerkingen naar aanleiding van de nieuwste studies over den Delftschen Vermeer", Oud-Holland 54, p. 70–71.
- 1948: De zeventiende eeuwsche beeldhouwkunst in de noordelijke Nederlanden. Hendrik de Keyser, Artus Quellinus, Rombout Verhulst en tijdgenooten.. Amsterdam: Meulenhoff.
- 1949: "Het zevenentwintigste "glas" van de Sint Janskerk te Gouda en Hendrick de Keyser" in Huldeboek pater dr. B. Kruitwagen, p. 301-305.
- 1950: "Pieter Adriaensz. 't Hooft. Haags steen- en beeldhouwer", Bulletin & nieuws-bulletin van de Koninklijke Nederlandse Oudheidkundige Bond 3 (1950), p. 47-56.